# Стенни гущери
Стенните гущери (Podarcis) са род гущери от семейство Гущерови (Lacertidae). Външно много наподобяват представителите на род зелени гущери (Lacerta), към които до 70-те години се е смятало, че принадлежат, но имат някои разлики във вътрешното устройство. Podarcis образуват отделна група, различаваща се от Lacerta по конструкцията на черепа и хемипениса, и по процесите на опашните прешлени.

## Видове
- Podarcis bocagei
- Podarcis carbonelli
- Podarcis dugesii
- Podarcis erhardii – Македонски гущер
- Podarcis filfolensis
- Podarcis gaigeae
- Podarcis hispanica
- Podarcis lilfordi
- Podarcis liolepis
- Podarcis melisellensis
- Podarcis milensis
- Podarcis muralis – Стенен гущер
- Podarcis peloponnesiaca
- Podarcis perspicillata
- Podarcis pityusensis
- Podarcis raffonei
- Podarcis sicula
- Podarcis taurica – Кримски гущер
- Podarcis tiliguerta
- Podarcis vaucheri
- Podarcis wagleriana